# Huỳnh Bá Tính
Huỳnh Bá Tính (1927-1990), nguyên là một tướng lĩnh Không Quân của Quân lực Việt Nam Cộng hòa, cấp bậc Chuẩn tướng. Ông xuất thân từ khóa đầu tiên tại trường Sĩ quan Trừ bị do Chính phủ Quốc gia Việt Nam mở ra ở miền Nam Việt Nam. Ra trường, ông trúng tuyển chuyển sang Quân chủng Không quân và ông phục vụ trong Quân chủng này cho đến ngày cuối cùng của tháng 4 năm 1975.

## Tiểu sử & Binh nghiệp
Ông sinh vào tháng 4 năm 1927 trong một gia đình điền chủ khá giả tại Bạc Liêu, miền Tây Nam phần Việt Nam.. Năm 1947, ông tốt nghiệp Trung học chương trình Pháp tại Cần Thơ với văn bằng Tú tài bán phần (Part I). Được bổ dụng làm công chức ở Bạc Liêu một thời gian cho đến khi gia nhập quân đội.

### Quân đội Quốc gia Việt Nam
Cuối tháng 9 năm 1951, thi hành lệnh động viên, ông nhập ngũ vào Quân đội Quốc gia, mang số quân: 47/600.127. Theo học khóa 1 Lê văn Duyệt tại trường Sĩ quan Trừ bị Thủ Đức, khai giảng ngày 1 tháng 10 năm 1951. Ngày 1 tháng 6 năm 1952 mãn khóa tốt nghiệp với cấp bậc Thiếu úy. Sau đó ông gia nhập Không quân và được cử đi du học khoá Hoa tiêu tại trường đào tạo phi công Marrakech, Maroc, Bắc Phi (thuộc địa của Pháp).

### Quân đội Việt Nam Cộng hòa
Cuối năm 1955, sau khi chuyển từ Quân đội Quốc gia sang Quân đội Việt Nam Cộng hòa, ông được thăng cấp Trung úy và được cử làm Huấn luyện viên tại Trung tâm Huấn luyện Không quân Nha Trang.
Cuối năm 1956, ông được cử đi du học khoá Chỉ huy và Tham mưu Trung cấp tại Maxwell, Texas, Hoa Kỳ. Tháng 6 năm 1957 mãn khóa về nước, ông được đặc cách thăng cấp Đại úy giữ chức vụ Chỉ huy trưởng Phi đoàn 2 Quan sát Nha Trang.
Sau ngày đảo chính Tổng thống Ngô Đình Diệm (1 tháng 11 năm 1963). Ngày 3 tháng 11, ông được thăng cấp Thiếu tá lên làm Chỉ huy phó Không đoàn 62 Không quân tại Căn cứ Không quân Nha Trang. Ngày Quân lực 19 tháng 6 năm 1968, ông được thăng cấp Trung tá và được cử giữ chức vụ Tư lệnh Không đoàn 62. Ngày Quân lực 19 tháng 6 năm 1970, ông được thăng cấp Đại tá tại nhiệm. Tháng 9 năm 1970, ông được bổ nhiệm làm Tư lệnh Sư đoàn 3 Không quân tân lập (Bộ tư lệnh đặt tại Biên Hòa).
Ngày 1 tháng 3 năm 1974, ông được thăng cấp Chuẩn tướng tại nhiệm.

## 1975
Ngày 30 tháng 4, ông di tản khỏi Việt Nam. Sau đó sang định cư tại San Jose, Tiểu bang California, Hoa Kỳ.
Năm 1990, ông từ trần tại nơi định cư. Hưởng thọ 63 tuổi.